# Stephanuskirche (Hemer)

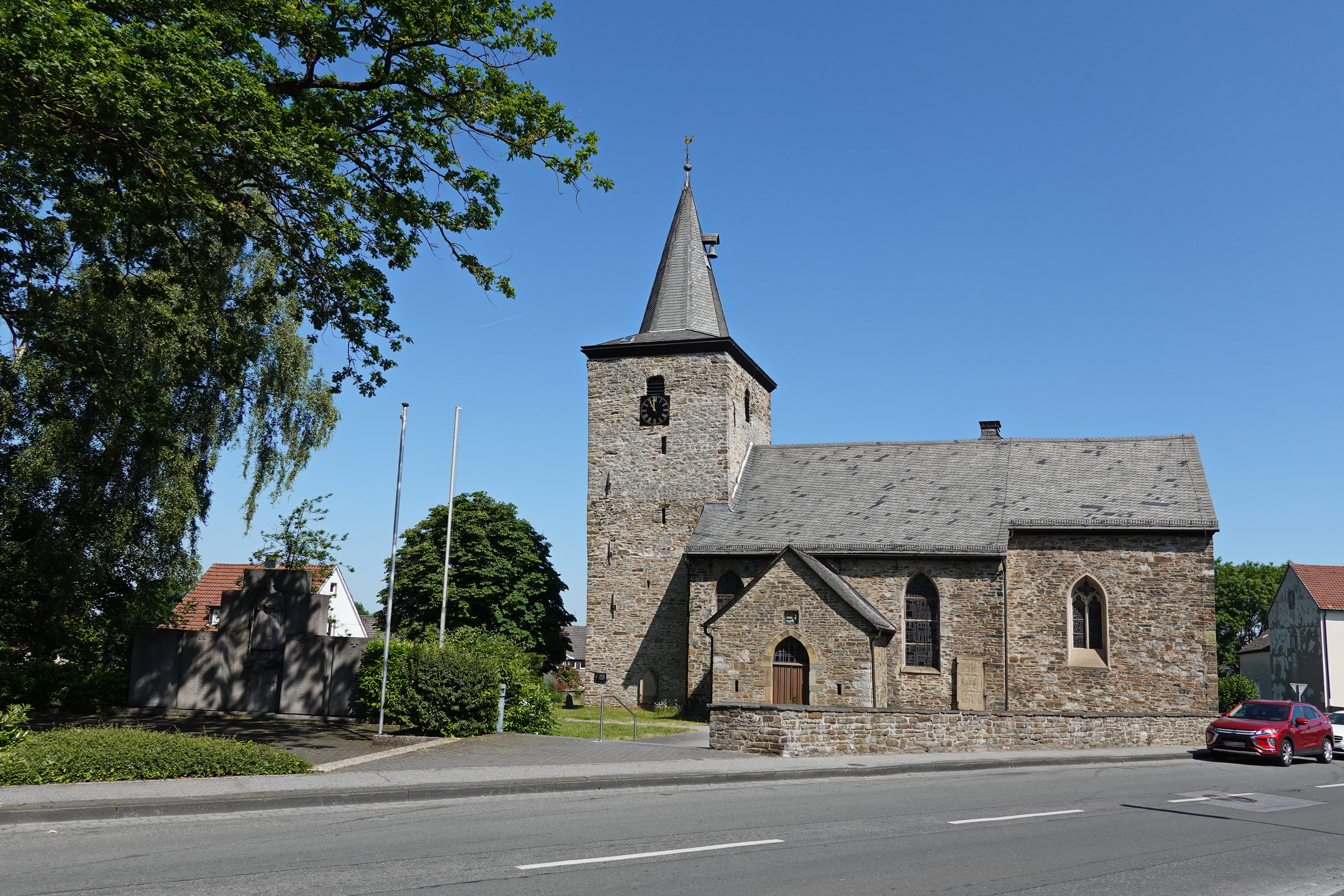
Stephanuskirche

Die Stephanuskirche ist das einzige Kirchengebäude in Deilinghofen und das älteste im Stadtgebiet von Hemer in Nordrhein-Westfalen. Die Kirche wurde im 14. Jahrhundert vermutlich auf den Resten der Vorgängerkirche errichtet.
Das Bauwerk steht seit 1982 unter Denkmalschutz.

## Geschichte
In Deilinghofen gab es bereits im 13. Jahrhundert einen Kirchenbau. Im darauffolgenden Jahrhundert wurde schließlich die heutige Stephanuskirche errichtet. Damals gehörte Deilinghofen noch zur Pfarrei Menden, die Kirche war bereits dem heiligen Stephanus geweiht. Im Zuge der Reformation trat fast die gesamte Gemeinde 1565 in die evangelische Kirche ein, so dass die Stephanus-Kirche fortan von der evangelischen Gemeinde genutzt wurde. Bis 1638 gab es einen Beginenhof in Deilinghofen, der ab 1655 als Pastorat genutzt wurde.
Besonders sehenswert sind heute der spätgotische Schnitzaltar, der 1860 vollständig renoviert wurde, und das ebenfalls gotische Kruzifix, das 1954 saniert wurde.

## Architektur
Quadratische Formen bestimmen die Architektur der heutigen Stephanuskirche. Sowohl das Hauptschiff, als auch der Turm und der Chorraum besitzen einen quadratischen Grundriss. Der Turm ist westlich an das Kirchenschiff angebaut wurden, der Chorraum liegt im Osten. Die heutige Sakristei nördlich des Chorraums ist ebenfalls ein Anbau. In die Mauern sind insgesamt sechs gotische Fenster eingelassen. Über dem Südportal ist der erhaltene Teil eines alten Tympanon angebracht, das vermutlich vom Vorgängerbau erhalten blieb. Das Relief zeigt die Geburtsszene Jesu und enthielt in vollständigem Zustand wahrscheinlich auch ein Bild der Kreuzigung und der Auferstehung.

## Glocken
Die Stephanuskirche besitzt ein bedeutendes Geläut.
| Nr. | Name                            | Nominal | Gussjahr | Gießer         | Ort                            |
| --- | ------------------------------- | ------- | -------- | -------------- | ------------------------------ |
| 1   | Domina/Sonntags-/Totenglocke    | fis'    | 1570     | Johann Sluick  | Glockenstube                   |
| 2   | Christusglocke                  | g'      | 1552     | Antonius Paris | Glockenstube                   |
| 3   | Benjaminsglocke/Hochzeitsglocke | a'      | 1926     | Rincker/Sinn   | Glockenstube                   |
| 4   | "Kuhschelle"                    | ?       | 12. Jh.  | unbekannt      | Turmhelm, nicht funktionsfähig |

Quelle: